# Азоидис, Георгиос
Георгиос Азоидис (греч. Γιώργος Αζωίδης–; род. 6 мая 1993, Грузия) — греческий дзюдоист, бронзовый призёр чемпионата Европы и Европейских игр 2019 года.

## Биография
Родился в 1993 году в греко-грузинской семье. Как спортсмен подготовлен в Салониках, в Греции, в клубе Арис под руководством семьи Илиадис. С 2010 года выступает на международной арене, сначала в весовой категории до 66 кг, а с 2014 года в категории до 73 кг.  
В июне 2019 года в Минске на совместном турнире II Европейские игры и чемпионат Европы по дзюдо в весовой категории до 81 кг он завоевал бронзовую медаль.